# Magistrat (Rom)
 For alternative betydninger, se Magistrat. (Se også artikler, som begynder med Magistrat)
De romerske magistrater var valgte embedsmænd i antikkens Rom. I perioden for det romerske kongerige var kongen af Rom den øverste magistrat. Hans magt var i praksis absolut. Han var den øverste præst, lovgiver, dommer og den eneste leder af hæren. Da kongen døde, vendte hans magt tilbage til det romerske senat, som derefter valgte en interrex for at lette valget af en ny konge.
Under overgangen fra monarki til republik skiftede den forfatningsmæssige magtbalance fra den udøvende magt (den romerske konge) til det romerske senat. Da den romerske republik blev grundlagt i 509 f.Kr., blev de beføjelser, som tidligere havde tilhørt kongen, overført til de romerske konsuler, hvoraf der skulle vælges to hvert år. Republikkens magistrater blev valgt af Roms befolkning og var hver især udstyret med en grad af magt kaldet "større beføjelser" (maior potestas). Diktatorer havde flere "større beføjelser" end nogen anden magistrat, og efter diktatoren kom censoren, dernæst konsulen, dernæst prætor, dernæst curule ædiler, og så kvæstoren. Enhver magistrat kunne blokere ("nedlægge veto") en handling, der blev foretaget af en magistrat med den samme eller lavere grad af magistratbeføjelser. Per definition var plebejiske tribuner og plebejiske ædiler teknisk set ikke magistrater, da de kun blev valgt af plebejerne, og derfor var de uafhængige magistrater.
Under overgangen fra republik til Romerriget skiftede den forfatningsmæssige magtbalance fra det romerske senat tilbage til den udøvende magt (den romerske kejser). Teoretisk set valgte senatet en ny kejser; i praksis valgte hver kejser sin egen efterfølger, selvom valget ofte blev underkendt af hæren eller en borgerkrig. En kejsers beføjelser (hans imperium) eksisterede – i det mindste i teorien – i kraft af hans juridiske status. De to mest betydningsfulde komponenter i en kejsers imperium var "tribunikernes magter" og "prokonsulære magter". Teoretisk set gav tribunikernes magter (som lignede de plebejiske tribuner under den gamle republik) kejseren autoritet over Roms civile regering, mens de prokonsulære magter (svarende til militærguvernørernes eller prokonsulernes magt under de gamle republik) gav ham myndighed over den romerske hær. Selvom disse forskelle var klart defineret i begyndelse af kejsertiden, gik de til sidst tabt, og kejserens beføjelser blev mindre forfatningsmæssige og mere monarkiske. De traditionelle magistrater, der overlevede republikkens fald, var konsuler, prætorer, plebejiske tribunat, ædiler, kvæstorer og militærtribunat. Mark Antony afskaffede diktator-embedet og magister equitum under hans konsul-periode i 44 f.Kr., mens embederne som interrex og den romerske censor blev afskaffet kort tid derefter.

## Magistrater i den romerske kongerige
Magistraterne i det romerske kongerige var valgte embedsmænd. I perioden med det romerske kongerige var den romerske konge den vigtigste udøvende magistrat. Han var den øverste leder, øverste præst, lovgiver, dommer og den øverstkommanderende af den romerske hær. Hans beføjelser hvilede på lov og juridisk præcedens, og han kunne kun modtage disse beføjelser gennem den politiske proces gennem et valg. I praksis havde han ingen reelle begrænsninger for sin magt. Når der brød krig ud, havde han enerådig magt til at organisere og rekruttere tropper, til at vælge ledere af hæren og til at gennemføre krigskampagnerne, som han fandt det passende. Han kontrollerede al den ejendom, som tilhørte staten, og havde beføjelser til at fordele jord og krigsbytte. Han var desuden byens hovedrepræsentant under omgang med enten guderne eller forhandlinger med ledere af andre samfund. Ligeledes kunne han ensidigt dekretere enhver ny lov. Nogle gange forelagde han sine dekreter til enten folkeforsamlingen eller senatet for en ceremoniel ratifikation, men en afvisning forhindrede ikke vedtagelsen af et dekret. Kongen valgte flere officerer til at hjælpe ham,  og gav dem ensidigt deres beføjelser. Da kongen forlod byen, præsiderede en bypræfekt over byen i stedet for den fraværende konge. Kongen havde også to kvæstorer til at hjælpe sig, mens flere andre embedsmænd bistod kongen. I krig kommanderede kongen lejlighedsvis kun infanteriet og delegerede kommandoen over kavaleriet til kommandøren for hans personlige livvagter, Tribunen af Celeres. Kongen bøjede sig nogle gange for præcedens – ofte af praktisk nødvendighed. Mens kongen for eksempel ensidigt kunne erklære krig, ønskede han typisk at få sådanne erklæringer ratificeret af folkeforsamlingen.
Perioden mellem en konges død og valget af en ny konge var kendt som interregnum. Under interregnum valgte senatet en senator til embedet som Interrex for at lette valget af en ny konge. Når Interrex fandt en passende kandidat til konge-embedet, præsenterede han denne kandidat for senatet for en indledende godkendelse. Hvis senatet stemte for den nominerede, blev den pågældende person opstillet til det formelle valg for folket i Roms folk i curia-formsamlingen (folkeforsamling). Efter at den nominerede var valgt af folkeforsamlingen, ratificerede senatet valget ved at vedtage et dekret. Interrex erklærede derefter formelt den nominerede for at være konge. Den nye konge modtog derefter auspicier (en rituel søgen efter varsler fra guderne) og blev tildelt juridisk myndighed (imperium) af folkeforsamlingen.

## Magistrater i romerske republik
De romerske magistrater var valgte embedsmænd i den romerske republik. Hver romersk magistrat var udstyret med en grad af magt. Diktatorer (en midlertidig position for nødsituationer) havde det højeste grad af magt. Efter diktatoren kom konsulen (det højeste embede, hvis der ikke bar udråbt en nødsituation og en diktator), dernæst prætoren, dernæst censoren, dernæst curule ædil, og afslutningsvis kvæstoren. Hver magistrat kunne kun nedlægge veto mod en handling, der blev foretaget af en magistrat med samme eller lavere grad af magtbeføjelser. Da plebejiske tribuner (såvel som plebejiske ædiler) teknisk set ikke var magistrater, påberåbte de deres persons hellighed for at hindre handlinger. Hvis nogen ikke fulgte en plebejisk tribuns ordrer, kunne tribunen indskyde sin persons hellighed  (intercessio) for fysisk at stoppe den pågældende handling. Enhver modstand mod tribunen blev betragtet som en dødsstraf.
Den mest betydningsfulde forfatningsmæssige magt, som en magistrat kunne besidde, var "kommandoen" (imperium), som konsuler og prætorer besad. Dette gav en magistrat den forfatningsmæssige autoritet til at udstede kommandoer (militær eller på anden måde). Når en magistrats årlige embedsperiode udløb, måtte han vente ti år, før han kunne tjene i dette embede igen. Da dette skabte problemer for nogle magistrater, fik disse magistrater lejlighedsvis forlænget deres kommandobeføjelser, hvilket i praksis tillod dem at beholde for beføjelserne fra deres embede som promagistrat.
Konsulen i den romerske republik var den højest rangerende magistrat. To konsuler blev valgt hvert år, og besad den højeste grad af magt – både i forhold til civile og militære anliggender. I løbet af året havde den ene konsul højere rang end den anden konsul, og dette rangskifte mellem de to konsuler skete hver måned. Prætorer administrerede civilretten, præsiderede over retssager og kommanderede hærer i provinserne. En anden magistrat – censoren – gennemførte en folketælling, i hvilken tid de også kunne udpege folk til senatet. Ædiler var embedsmænd, som var valgt til at varetage indenrigsanliggender i Rom, og havde magtbeføjelser over markederne og over offentlige lege og festivaler. Kvæstorer bistod normalt konsulerne i Rom og guvernørerne i provinserne med finansielle opgaver. Selvom de teknisk set ikke var magistrater, blev de plebejiske tribuner og de plebejiske ædiler anset for at være repræsentanter for folket. Derfor fungerede de som en folkelig kontrol over senatet (gennem deres vetobeføjelser), og beskyttede borgerrettighederne for alle romerske borgere.
I tider med militær nødsituation blev en romersk diktator udnævnt for en periode på seks måneder. Den forfatningsmæssige regering blev opløst, og diktatoren blev den absolutte hersker over staten. Diktatoren udnævnte dernæst en Magister Equitum, som tjente som diktatorens løjtnant. Ofte fratrådte diktatoren sit embede, så snart den opgave – der forårsagede hans udnævnelse – var løst. Når diktatorens embedsperiode sluttede, blev den forfatningsmæssige regering genoprettet. Den sidste almindelige romeriske diktator blev udnævnt i 202 f.Kr. Efter 202 f.Kr. blev ekstreme nødsituationer håndteret gennem vedtagelsen af dekretet senatus consultum ultimum ("senatets ultimative beslutning"). Dette suspenderede den civile regering, erklærede krigsretstilstand og gav konsulerne diktatoriske beføjelser.

## Magistrater i kejserriget
Magistraterne i det romerske kejserrige var valgte personer. En kejsers beføjelser (hans imperium) eksisterede – i det mindste i teorien – i kraft af hans juridiske status. De to mest betydningsfulde komponenter til en kejsers imperium var "tribunikernes magter" (potestas tribunicia) og de "prokonsulære magter" (imperium proconsulare). Teoretisk set gav tribunikernes magter (som lignede de plebejiske tribuner under den gamle republik) kejseren autoritet over Roms civile regering, mens de prokonsulære magter (svarende til militærguvernørernes eller prokonsulernes magt under de gamle republik) gav ham myndighed over den romerske hær. Selvom disse forskelle var klart defineret i begyndelse af kejsertiden, gik de til sidst tabt, og kejserens beføjelser blev mindre forfatningsmæssige og mere monarkiske 
I kraft af sine prokonsulære beføjelser havde kejseren samme grad af militær kommandomyndighed, som de øverste magistrater (de romerske konsuler og prokonsuler) havde haft under republikken. Kejseren var dog ikke underlagt de forfatningsmæssige begrænsninger, som de gamle konsuler og prokonsuler havde været underlagt. Med tiden fik han beføjelser, som under republikken havde været forbeholdt det romerske Senat og de romerske forsamlinger, herunder retten til at erklære krig, til at ratificere traktater og til at forhandle med udenlandske ledere. Kejserens prokonsulære magt gav ham autoritet over alle Roms militærguvernører og dermed over det meste af den romerske hær. Kejserens tribuniske beføjelser gav ham magten over Roms civile apparat, samt magten til at lede over – og dermed dominere – forsamlingerne og senatet. Når en kejser fik tribuniske beføjelser, blev hans embede og hans person hellige, hvorfor det blev en dødsforbrydelse at skade eller hindre kejseren. Kejseren havde også beføjelse til at udføre en række opgaver, som under republikken var blevet udført af de romerske censorer. Sådanne opgaver omfattede magten til at regulere offentlig moral (censur) og til at gennemføre en folketælling. Som en del af folketællingen havde kejseren magten til at tildele enkeltpersoner en ny social klasse, herunder den senatoriske klasse, hvilket gav kejseren uindskrænket kontrol over senatets medlemskab/komposition. Kejseren havde også magten til at fortolke love og fastsætte præcedens. Derudover kontrollerede kejseren de religiøse institutioner, da han – som kejser – altid var Pontifex Maximus og medlem af hvert af de fire store præsteskaber.
Under kejserriget blev borgerne opdelt i tre klasser, og for medlemmer af hver klasse var en særskilt karrierevej tilgængelig (kendt som cursus honorum). De traditionelle magistrater var kun tilgængelige for borgere af den senatoriske klasse. De magistrater, der overlevede republikkens fald, var (efter deres rangorden pr. cursus honorum) konsulatet, prætorer, plebejiske tribunat, ædiler, kvæstorer og militærtribunat. Hvis en person ikke var af den senatoriske klasse, kunne han stille op til et af disse embeder, hvis han fik lov til at stille op af kejseren. Under overgangen fra republik til kejserrige mistede intet embede mere magt eller prestige end konsulen, hvilket til delvist skyldtes, at de republikanske konsulers magtbeføjelser alle blev overført til kejseren. Kejserlige konsuler kunne præsidere over senatet, fungere som dommere i visse straffesager og havde kontrol over offentlige lege og festivaler. Prætorer mistede også en stor del af deres magt og havde i sidste ende ringe autoritet uden for byen. Den øverste prætor i Rom – byprætoren – havde forrang over alle andre prætorer, og for en kort tid fik de magt over statskassen. Under kejserriget forblev plebejertribunerne hellige og bibeholdte i teorien magten til at indkalde eller nedlægge veto mod senatet og forsamlingerne. Augustus opdelte kvæstorer-embedet i to divisioner, og tildelte den ene division opgaven med at tjene i de senatoriske provinser, mens den anden division fik til opgave at lede den civile administration i Rom. Under Augustus mistede ædiler kontrollen over at bestyre kornforsyningen. Det var dog først efter at de mistede magten til at opretholde orden i byen, at de for alvor blev gjort magtesløse, og embedet forsvandt helt i løbet af det 3. århundrede.

### Primære kilder
- Cicero's De Re Publica, Book Two
- Rome at the End of the Punic Wars: An Analysis of the Roman Government; by Polybius Arkiveret 5. februar 2007 hos  Wayback Machine

### Sekundært kildemateriale
- Considerations on the Causes of the Greatness of the Romans and their Decline, by Montesquieu
- The Roman Constitution to the Time of Cicero
- What a Terrorist Incident in Ancient Rome Can Teach Us